# Манипол — УСДЕК

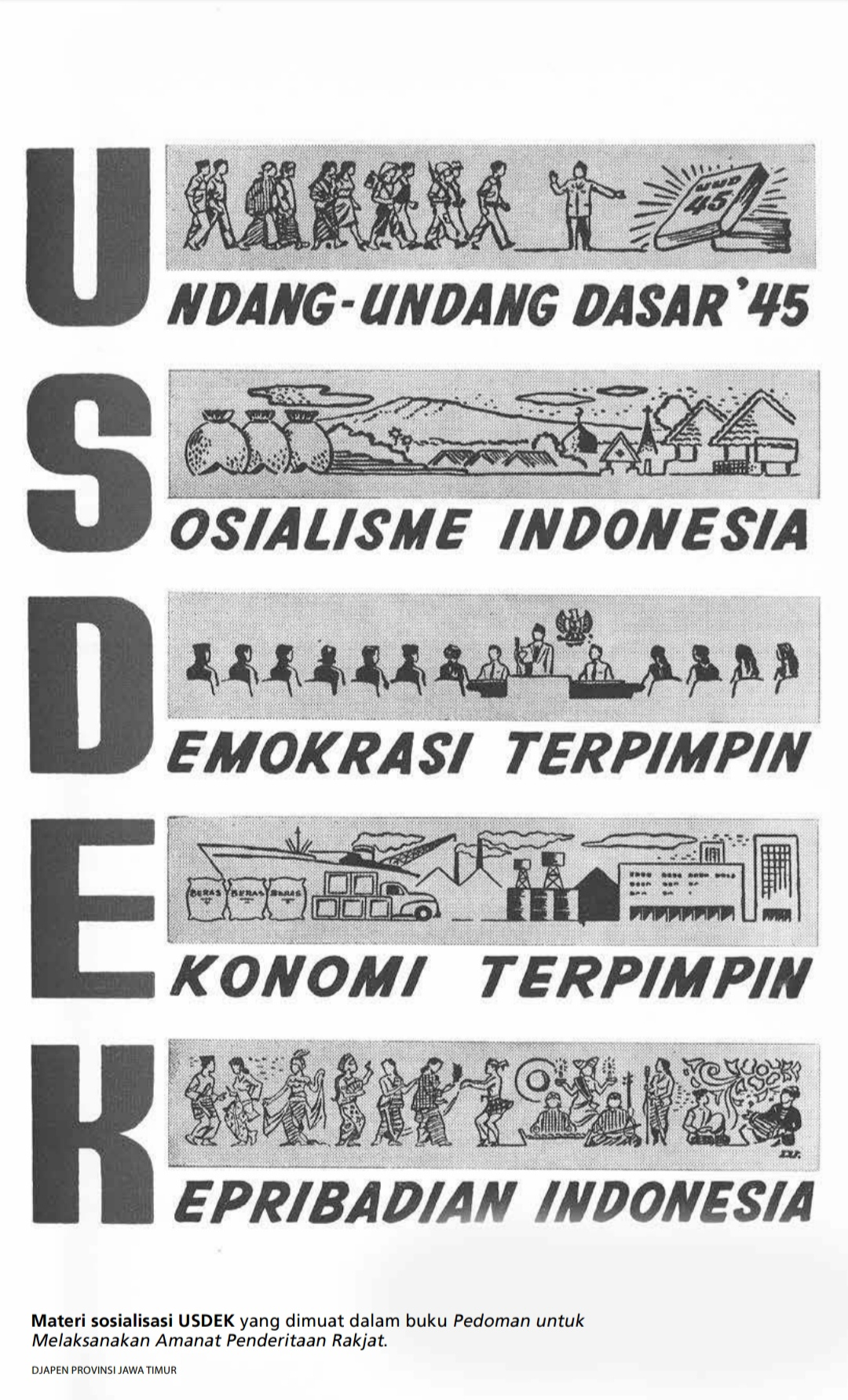
Плакат, объясняющий концепцию Манипол — УСДЕК

Манипол — УСДЕК (индон.  Manifesto politik — USDEK), сокр. Манипол — идеологическая программа режима «направляемая демократия» в Индонезии. Изложена в заявлении президента Сукарно 17.8.1959. В основе пять руководящих принципов: возврат к Конституции 1945, построение «индонезийского социализма», введение режима «направляемой демократии» и «направляемой экономики», а также приверженность «национальной самобытности». Название происходит от индонезийских слов Manifesto (манифест) politik (политический) Undang (приглашать) Sosialisme (социализм) Demokrasi (демократия) Ekonomi (экономика) Kepribadian (личность). Разъясняя значение новой программы, Сукарно сравнивал официальную идеологию Индонезии Панча Сила с Кораном, а Манипол с хадисами.